# Ann Simons
Ann Simons (Tongeren, 5 de agosto de 1980) es una deportista belga que compitió en judo.
Participó en los Juegos Olímpicos de Sídney 2000, obteniendo una medalla de bronce en la categoría de –48 kg. Ganó tres medallas de bronce en el Campeonato Europeo de Judo entre los años 1999 y 2003.

## Palmarés internacional
| Juegos Olímpicos   | Juegos Olímpicos        | Juegos Olímpicos  | Juegos Olímpicos |
| Año                | Lugar                   | Medalla           | Categoría        |
| ------------------ | ----------------------- | ----------------- | ---------------- |
| 2000               | Sídney (Australia)      | Medalla de bronce | –48 kg           |
| Campeonato Europeo |                         |                   |                  |
| Año                | Lugar                   | Medalla           | Categoría        |
| 1999               | Bratislava (Eslovaquia) | Medalla de bronce | –48 kg           |
| 2001               | París (Francia)         | Medalla de bronce | –48 kg           |
| 2003               | Düsseldorf (Alemania)   | Medalla de bronce | –48 kg           |